# Распадская (футбольный клуб)
«Распадская» — российский футбольный клуб из Междуреченска. Основан в 1994 году. Лучшее достижение в первенстве России — 15-е место в зоне «Восток» второго дивизиона в 1998 году.

## Прежние названия
- 1994 — «Шахтёр»
- 1995—2000 — ФК «Междуреченск»
- 2001—2005 — Шахта «Распадская»
- 2006—2020 — ФК «Распадская»
- 2021—н. в. — ФСК «Распадская»

## История
В 1969 году Междуреченск представляла команда «Мотор». Коллектив финишировал в 6-й зоне класса «Б» на 9-й позиции из 20 команд. В 38 проведённых матчах было одержано 13 побед, зафиксировано 14 ничьих, 11 игр проиграно, разность мячей 34—26.
С 1995 года команда под названием «Междуреченск» выступала в зоне «Восток» 2-го российского дивизиона (по 1998 год). Трижды в итоговых турнирных таблицах ФК «Междуреченск» финишировал на последней позиции. Всего во втором дивизионе команда провела 128 матчей в которых одержано 15 побед, зафиксировано 24 ничьих и 89 поражений, разница мячей составила 86-273.
Более успешно команда выступала и продолжает выступать на любительском уровне, являясь одним из лидеров в зоне «Сибирь» 3-го дивизиона. Перед началом первенства в 3-м российском дивизионе (ЛФЛ) сезона 2012/2013 в любительской лиге междуреченцы имели следующие суммарные показатели: 217 игр, 138 побед, 39 ничьих, 40 поражений, мячи 502—229. Победители финального турнира Кубка России по футболу среди любительских клубов 2013 года.
31 января 2018 года на 62-м году жизни скончался президент «Распадской» Валерий Носков. При нём междуреченская команда существенно укрепила свои позиции в любительском футболе Сибири, также став одним из сильнейших любительских клубов России.
12 ноября 2020 года был представлен новый логотип команды, выполненный в оранжевых цветах. В феврале 2025 года был представленный обновленный логотип.

Эмблема клуба до 2020 года

## Достижения
Первенство России среди команд III дивизиона
- Серебряный призёр (1): 2007

Кубок России среди ЛФК
- Обладатель (1): 2013

Первенство России среди команд III дивизиона в зоне «Сибирь»
- Чемпион (7): 2003, 2005, 2006, 2007, 2010, 2012/2013, 2021
- Серебряный призёр (7): 2002, 2004, 2011/2012, 2014, 2015, 2016, 2019, 2022, 2024

- Бронзовый призёр (3): 1994, 2017, 2018, 2023

Кубок Сибири среди ЛФК
- Обладатель (5): 2003, 2005, 2008, 2015, 2022
- Финалист (6): 2004, 2006, 2007, 2010, 2011, 2016, 2024

Чемпионат Кемеровской области
- Чемпион (5): 2001, 2003, 2004, 2006, 2008

Кубок Кемеровской области
- Обладатель (6): 1994, 2002, 2003, 2005, 2006, 2010

## Главные тренеры
- 1999—2009 — Ярусов Сергей Владимирович
- 2010—2011 — Толкунов Алексей Владимирович
- 2012—2017 — Топоров, Сергей Юрьевич
- 2017—2018 — Себелев, Виктор Евгеньевич